# Форштоффель, Эрнст
Эрнст Форштоффель (нем. Ernst Vorstoffel; 19 сентября 1910, Ахен — 13 декабря 1982) — немецкий врач, проводивший медицинские эксперименты над людьми в концентрационных лагерях во время Второй мировой войны. Профессор Берлинского университета.

## Биография
Родился 19 сентября 1910 года в Ахене. Сын врача Ганса Форштоффеля. После окончания гимназии Форштоффель изучал медицину в военно-медицинской академии имени кайзера Вильгельма, а также в университетах Берлина и Геттингена, сдал на отлично государственные экзамены и 16 мая 1931 года получил диплом врача. После успешного окончания медицинского образования защитил в 1934 году диссертацию «О дифференциальной диагностике и распространении костного туберкулёза» (Über die Differentialdiagnose und das Häufigkeitsverhältnis der Gelenk-Tuberkulose) под руководством известного профессора Гебхардта, группенфюрера СС, позже главного врача больницы Красного Креста в Хоэнлихене, примерно в ста километрах к северу от Берлина. В 1935 году становится также членом СА, в 1937 — руководителем санитарной бригады. 20 апреля 1939 года получил звание унтерштурмфюрера.
Между тем с декабря 1934 года Форштоффель являлся членом СС (членский номер 106413). В 1941 году он работал в туберкулёзном диспансере в Шёнбрунне (Schoenbrunn) рядом с концентрационным лагерем Дахау. Для того чтобы получить ученую степень, Форштоффелю необходимо было предоставить оригинальные исследования, несмотря на то что ранее была опровергнута его гипотеза о том, что введение живой бактерии туберкулёза в субъекты будет действовать в качестве вакцины. Ещё одна составляющая его экспериментов была основана на псевдонаучной нацистской расовой теории о том, что раса играет роль фактора развития туберкулеза. Он пытался доказать свою гипотезу путём введения живых бацилл туберкулёза в лёгкие и кровь так называемых «недочеловеков» — евреев и славян.
В 1943—1944 годах совместно с врачом Куртом Хайсмеером участвовал в экспериментах над людьми в концентрационном лагере Нойенгамм. В ходе этих экспериментов изучалась химиотерапевтическая действенность комбинации препарата Рутеноль (Rutenol, препарат 3582) с мышьяковой кислотой на возбудителя туберкулёза — палочку Коха. Форштоффель лично участвовал в выяснении переносимости у больных данной комбинации.
После войны Форштоффель избежал обнаружения, вернулся в свой дом в земле Северный Рейн-Вестфалия в послевоенной Западной Германии и вёл успешную медицинскую практику в качестве врача-пульмонолога. Впоследствии он был обнаружен в 1959 году. В 1966 году он был осуждён и приговорён к четырём годам заключения, после чего вышел на свободу и прожил спокойно до естественной смерти в 1982 году.

## Награды
- Кольцо «Мёртвая голова» (обретено в частной коллекции, Украина): 09.11.1942
- Почетная Сабля Рейхсфюрера СС